# Stefan von Pfalz-Simmern-Zweibrücken

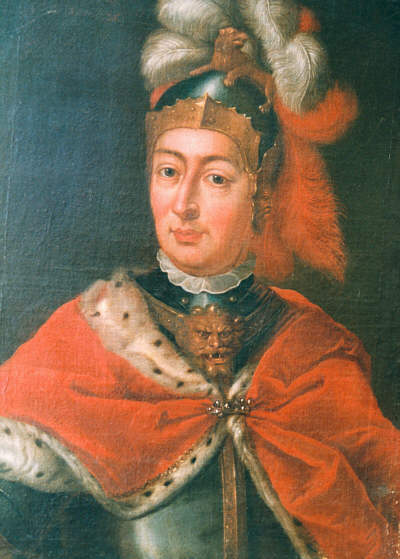
Herzog Stefan von Pfalz-Simmern-Zweibrücken, Idealporträt

Stefan von Pfalz-Simmern-Zweibrücken (* 23. Juni 1385; † 14. Februar 1459 in Simmern) war Pfalzgraf und Herzog von Pfalz-Simmern-Zweibrücken. Sein Vater war der Kurfürst von der Pfalz und römisch-deutsche König Ruprecht, seine Mutter Elisabeth von Hohenzollern-Nürnberg.

## Leben und Wirken
Nach dem Tod Ruprechts wurde die Pfalzgrafschaft bei Rhein am 3. Oktober 1410 unter den vier noch lebenden Söhnen aufgeteilt. Ludwig wurde mit der Kurwürde Haupterbe, Johann erhielt Pfalz-Neumarkt, Stefan Pfalz-Simmern-Zweibrücken und Otto Pfalz-Mosbach.
Im Juni 1410 hatte Stefan Anna von Veldenz geheiratet, Tochter des Grafen Friedrich III. von Veldenz, mit dem Stefan zeitlebens politisch eng verbunden blieb. Anna starb am 18. November 1439 auf Burg Wachenheim. Nach dem Tod Friedrichs III. im Jahr 1444 erbten Stefans Söhne als Nacherben ihrer Mutter die Grafschaft Veldenz (die weibliche Erbfolge wurde von Kurpfalz als Lehnsherr bestritten, was in der Folge zu kriegerischen Auseinandersetzungen führte) und Anteile an der Grafschaft Sponheim. Im gleichen Jahr wurde durch ein Vertragswerk die zukünftige Aufteilung des Herrschaftsgebiets in Pfalz-Simmern-Sponheim (an Friedrich) und Pfalz-Zweibrücken-Veldenz (an Ludwig) beschlossen. Stefan erbte 1448 einen Teil von Pfalz-Neumarkt und verkaufte diesen in der Folge an seinen Bruder Otto. Auch sonst war Stefan bemüht, durch die Ablösung von Schulden und Gebietsan- und -verkäufe für stabile Verhältnisse zu sorgen.
1431 ließ Stefan durch König Sigismund sein Münzrecht bestätigen und nutzte dies zum Prägen von Goldmünzen und größeren Silbermünzen in seinen Prägestätten Simmern und Wachenheim.
1453 übergab Stefan die Regierungsgeschäfte an seine beiden im weltlichen Stand verbliebenen Söhne Friedrich und Ludwig und zog sich nach Meisenheim zurück. Er starb auf einer Reise von dort nach Simmern.
Herzog Stefan († 1459), seine Ehefrau Anna von Veldenz († 1439) und ihr Vater Graf Friedrich III. von Veldenz († 1444) waren in der Gruft der ehemaligen Johanniterkirche in Meisenheim, dem Vorgängerbau der Schlosskirche, beigesetzt. Die Grablegen sind nicht erhalten.

## Rezeption
Stefans Biografen Philipp Casimir Heintz und Ludwig Molitor zählten Stefan als „ersten Herzog von Pfalz-Zweibrücken“ und datierten entsprechend die Gründung des Pfalz-Zweibrückischen Staatswesens auf das Jahr 1410 zurück. Dagegen lassen ältere und neuere Historiker die Geschichte Pfalz-Zweibrückens erst mit der Landesteilung von 1444 beginnen und zählen entsprechend Ludwig I. als ersten Herzog.

## Nachkommen aus der Ehe mit Anna
- Anna (1413–1455)

⚭ 1435 Graf Vincenz von Moers und Saarwerden († 1499)
- Margarethe (1416–1426)
- Friedrich I. (1417–1480), Pfalzgraf und Herzog von Simmern

⚭ 1454 Prinzessin Margarete von Geldern (1436–1486)
- Ruprecht (1420–1478), Bischof von Straßburg
- Stephan (1421–1485), Dompropst zu Köln, Speyer, Mainz, Lüttich und weiteren
- Ludwig I. (1424–1489), Pfalzgraf und Herzog von Zweibrücken

⚭ Gräfin Johanna von Croy (1435–1504)
- Johann (1429–1475), Bischof von Münster, Erzbischof von Magdeburg

Stefan wurde durch seinen Sohn Friedrich der Stammvater der Kurfürsten von der Pfalz ab 1559 und durch seinen Sohn Ludwig zum Stammvater auch von deren Nachfolgern in der Kurlinie ab 1685 sowie auch zum Stammvater der bayerischen Könige. Somit stammen alle heute lebenden Wittelsbacher von Stefan ab.